# 盤珪永琢

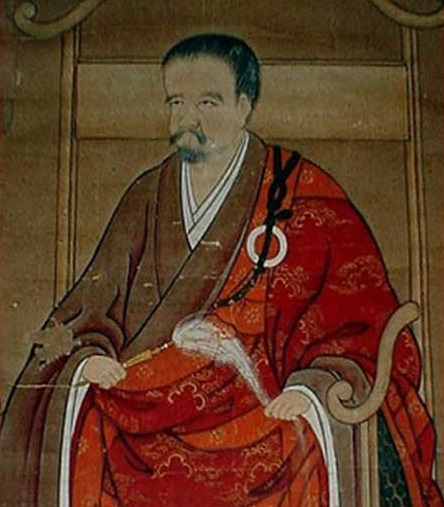
盤珪永琢

盤珪 永琢（ばんけい ようたく/えいたく、元和8年3月8日（1622年4月18日） - 元禄6年9月3日（1693年10月2日））は、江戸時代前期の臨済宗の禅僧。不生禅を唱え、やさしい言葉で大名から庶民にいたるまで広く法を説いた。法名を授けられ弟子の礼をとった者五万人あまり。

## 生涯
儒医・菅原道節の三男として生まれる。母は野口氏。諱は永琢。字は盤珪。別号に大珠、一慧。諡号は仏智弘済禅師・大法正眼国師。播磨国揖西郡網干郷浜田村（現・兵庫県姫路市網干区浜田）の出身。以下は本人が後に説法したものを元にしたものである（括弧内は大意）。
1632年（寛永9年）10歳の時に父と死別した後、母と兄に育てられる。兄により地元の学校に入れられる。師である儒学者に「大学」を学び、「大学の道は、明徳を明らかにするにあり」という一文につまずく。「明らかな徳を明らかにする」という意味が分からず、どの先生に聞いても納得のいく答えが返ってこない。ある儒者から
そのようなむつかしきことは、よく禅僧が知っておるじゃほどに、禅僧へ行きてお問やれ。
（そんな難しいことは禅僧が良く知っているものだ。禅僧の所に行って聞きなさい）
と言われ禅に取り組むことになる。17歳のとき、臨済宗妙心寺派随鴎寺（赤穂市加里屋寺町）の雲甫和尚に参禅。ここで出家し、永啄という法名を与えられ、激しい修行に取り組む。
あそこな山へ入っては七日も物もたべず、ここな岩（いわお）へ入っては、直にとがった岩の上に、着る物を引きまくって、直に座を組むが最後、命を失うこともかえりみず、自然とこけて落ちるまで、座を立たずに、食物はたれが持て来てくりょうもござらねば、幾日も幾日も、食せざることがまま多くござった。
（そこの山で7日間も食べず、岩の上に着物を引いて命も惜しまず、自然に転げ落ちるまで坐禅をしました。誰かが食べ物を持ってくるわけでもないので何日も何日も食事しないことが多かったのです）
それでも納得の得られる答えは得られず、念仏三昧の日を送ったり、神社の拝殿に坐り七日間不眠断食の修行をしたり、また数ヶ月川の中に立ったままという修行もした。あまり熱心に坐禅したため、尻が破れ両股は爛れた。
それから病気がだんだん次第に重って、身が弱りまして、のちには痰を吐きますれば、おやゆびの頭ほどなる血の痰がかたまって、ころりころりとまん丸に成って出ましたが、あるとき痰を壁にはきかけて見ましたれば、ころりころりとこけて落ちるほどにござったわいの。
（病気がだんだん重くなり体が衰弱して痰を吐くようになってしまいました。親指の頭ほどの血の痰が固まってコロコロと丸くなって出てきました。あるとき壁に血痰を吐いたところコロコロと落っこちてきたほどです）
こうして盤珪は、死ぬ寸前、ぎりぎりのところで答えを得る。
もはや死ぬる覚悟をして居まして、その時思いますは、はれやれぜひもない事じゃが、別に残り多い事は無けれども、ただ平生（へいぜい）の願望成就せずして死ぬる事かなとばかり思うていました。おりふしにひょっと、一切事は不生でととのうものを、いままで得知らいで、さてさて無駄骨を折ったことかなと思い居たで、ようようと従前の非を知ってござるわいの。
（もう死ぬ覚悟をして思うことは、「ああ、是非もないことだが、別に残り多いことはないけれども、ただ常日頃の願望が成就しないまま死んでしまうことかな」とばかり思っていました。ところがその時ひょっと「一切事は不生で整うのに、今まで知ることができないで無駄骨を折ったことよ」と思い、ようやくこれまでの間違いを知ったわけです）
こうして盤珪は「不生の仏心」に目覚める。
1654年（承応3年）備前国三友寺に住して岡山藩士を教化、肥前国平戸の松浦鎮信など諸大名の帰依を受けた。播磨国姫路の龍門寺・江戸光林寺などの開山となり、1672年（寛文12年）勅命にて京都妙心寺の住持に就任している。龍門寺を中心として各地を巡歴し、方言交じりの親しみやすい日常語で幅広く一般庶民に法を説いた。不生禅と呼ばれる宗旨を唱え、難解な禅を平易に説いたことは後に中村元から高く評価されている。1693年（元禄6年）71歳で死去。没後の1740年（元文5年）大法正眼国師の号を賜った。後に門人たちにより「盤珪禅師語録」がまとめられ後世に伝えられた。

## エピソード
ある僧が短気な性格で悩んでいた。生まれつきの短気で、意見されても直らないという。そこで盤珪に相談に行く。
禅師いわく、そなたはおもしろいものに生まれついたの。今もここに短気がござるか。あらば只今ここへお出しゃれ。直してしんじようわいの。
僧いわく、ただ今はござりませぬ。なにとぞ致しました時には、ひょっと短気が出まする。
禅師いわく、然らば短気は生まれつきではござらぬ。何とぞしたときの縁によって、ひょっとそなたが出かすわいの。（中略）人々みな親の生み付けてたもったは、仏心ひとつで余のものはひとつも生み附けはしませぬわいの。
と答えたという。

## 年表
| 和暦     | 西暦   | 内容 | 年齢 |
| -------- | ------ | --- | ---- |
| 元和8年  | 1622年 | 3月8日、播磨国揖西郡浜田村で医師菅原道節の三男として生まれる                                              | 0歳  |
| 寛永9年  | 1632年 | 11月23日、父道節死去                                                                                      | 10歳 |
| 寛永10年 | 1633年 | 郷の塾で『大学』を学び「明徳を明にする」に疑を発す                                                        | 11歳 |
| 寛永15年 | 1638年 | 隋鷗寺雲甫全祥和尚に就き得度し、法諱永琢を受く。以後、隋鷗寺にて修行                                      | 16歳 |
| 寛永18年 | 1641年 | 初行脚。以後四年間諸国を行脚し、難苦行を続ける                                                            | 19歳 |
| 正保2年  | 1645年 | 隋鷗寺に帰り野中の庵にいる                                                                                | 23歳 |
| 正保4年  | 1647年 | 春、同庵にて大悟す                                                                                        | 25歳 |
| 慶安元年 | 1648年 | 再行脚に出、美濃に至る。閑の吉田に庵し、ついで日立に移り、玉龍庵に居る                                    | 26歳 |
| 慶安3年  | 1650年 | 美濃より野中に帰り興福寺を再興す                                                                          | 28歳 |
| 慶安4年  | 1651年 | 秋、長崎崇福寺に至り、道者超元禅師の会下に入る                                                            | 29歳 |
| 承応元年 | 1652年 | 3月21日、開悟す。7月播磨に帰り、ついで大和の吉野山に入る                                                  | 30歳 |
| 承応2年  | 1653年 | 秋、美濃玉龍庵に移る。冬、播磨に帰る                                                                      | 31歳 |
| 明暦元年 | 1655年 | 1月24日、妙心寺後版首座となる。冬、平戸、加賀の金沢を経て江戸に至る。 大洲藩主加藤奏興初めて師に参見す    | 33歳 |
| 明暦3年  | 1657年 | 春、泰興、師を招いて大洲に遍照庵を建立す。秋、帰郷し、長福寺を再興す。 11月、牧翁祖牛和尚より印可を受ける | 35歳 |
| 万治2年  | 1659年 | 網干に海晏寺創建、10月24日、妙心寺前版職となり、盤珪と号す                                                | 37歳 |
| 寛文元年 | 1661年 | 佐々木道弥三兄弟、網干に龍門寺建立                                                                        | 39歳 |
| 寛文3年  | 1663年 | 龍門寺に竹林軒立つ                                                                                        | 41歳 |
| 寛文4年  | 1664年 | 5月、京都山科に地蔵寺再興                                                                                 | 42歳 |
| 寛文9年  | 1669年 | 春、大洲如法寺創建さる。雲甫和尚の木像を作る                                                              | 47歳 |
| 寛文10年 | 1670年 | 6月、如法寺の禅堂落成す。続いて裏山に奥旨軒建つ                                                           | 48歳 |
| 寛文12年 | 1672年 | 6月、妙心寺住侍職拝命、第218世として入寺開堂式を行う                                                      | 50歳 |
| 延宝元年 | 1673年 | 夏、龍門寺方丈改造                                                                                        | 51歳 |
| 延宝3年  | 1675年 | 5月、丸亀宝津寺観音堂なる                                                                                 | 53歳 |
| 延宝4年  | 1676年 | 京都山科地蔵寺堂舎建築す                                                                                  | 54歳 |
| 延宝5年  | 1677年 | 如法寺観音堂、地蔵堂落慶                                                                                  | 55歳 |
| 延宝6年  | 1678年 | 10月、江戸光林寺落慶                                                                                      | 56歳 |
| 延宝7年  | 1679年 | 龍門寺地蔵建立。冬、龍門寺結制 （結制…お釈迦さまが定められた制度や制約に従い、修行僧が結集すること）      | 57歳 |
| 天和2年  | 1682年 | 夏、京都菖蒲谷に静養。冬、地蔵寺に結制                                                                    | 60歳 |
| 天和3年  | 1683年 | 夏、京都西山に静養。冬、如法寺に結制                                                                      | 61歳 |
| 貞享元年 | 1684年 | 冬、光林寺に結制                                                                                          | 62歳 |
| 貞享2年  | 1685年 | 冬、曽根周徳寺結制                                                                                        | 63歳 |
| 貞享3年  | 1686年 | 夏、網干龍門寺結制。冬、如法寺結制                                                                        | 64歳 |
| 貞享4年  | 1687年 | 冬、江戸光林寺結制                                                                                        | 65歳 |
| 元禄元年 | 1688年 | 冬、平戸普門寺結制                                                                                        | 66歳 |
| 元禄2年  | 1689年 | 秋、岡山三友寺結制                                                                                        | 67歳 |
| 元禄3年  | 1690年 | 二月、仏智弘済禅師の号を賜る。秋、網干龍門寺大結制                                                        | 68歳 |
| 元禄4年  | 1691年 | 冬、網干龍門寺結制。江戸天祥寺建つ                                                                        | 69歳 |
| 元禄5年  | 1692年 | 冬、美濃玉龍寺結制                                                                                        | 70歳 |
| 元禄6年  | 1693年 | 9月3日、示寂（高僧の死）。4日、荼毘。6日、収骨。 龍門、如法寺の塔に収め、残りは全国の禅師創興の寺に分配   | 71歳 |
| 元禄9年  | 1696年 | 平戸雄香寺建つ                                                                                            |      |
| 元文5年  | 1740年 | 12月26日、大法正眼国師号を勅諡さる                                                                        |      |